# ماکای (آیداهو)
ماکای(به انگلیسی: Mackay) شهری در شهرستان کاستر ایالت آیداهو است که جمعیت آن در سرشماری سال ۲۰۱۰ میلادی ۵۱۷ نفر بوده است.